# 考えすぎちゃん
『考えすぎちゃん』（かんがえすぎちゃん）は動画配信サービスParaviで2020年9月7日から配信されているトークバラエティ番組。2021年10月8日（7日深夜）から12月24日（23日深夜）にかけてテレビ東京で地上波版『考えすぎちゃん ON TV〜ワンクールだけの大冒険〜』が放送された。
Paraviのコンテンツ紹介を名目として、さまざまなテーマについて自由に雑談していく。
2025年3月31日には2年半ぶりの新作として『考えすぎさん』が配信された。

## 出演者
- ファーストサマーウイカ
- DJ松永（Creepy Nuts）
- 岡部大（ハナコ）
- 佐久間宣行（元・テレビ東京プロデューサー[注 3]）
- 祖父江里奈（テレビ東京プロデューサー） - 事実上の準レギュラー[注 4]

## Paravi配信リスト
| 回 | 配信日   | 配信内容                                         | ゲスト                                                                      |
| -- | -------- | ------------------------------------------------ | --------------------------------------------------------------------------- |
| 1  | 09月07日 | 1番胸キュンする瞬間は●●である                    | -                                                                           |
| 2  | 09月07日 | 1番胸キュンする瞬間は●●である                    | 祖父江里奈（テレビ東京プロデューサー）                                      |
| 3  | 09月21日 | 1番グッと来る瞬間は●●である                      | -                                                                           |
| 4  | 09月21日 | 1番グッと来る瞬間は●●である                      | 祖父江里奈（テレビ東京プロデューサー）                                      |
| 5  | 12月07日 | 学生生活で一番しょうもない思い出を考えすぎちゃん | -                                                                           |
| 6  | 12月14日 | 学生生活で一番しょうもない思い出を考えすぎちゃん | 三城真一（TBSテレビプロデューサー） 新井順子（TBSスパークルプロデューサー） |
| 7  | 12月21日 | 学生生活で一番しょうもない思い出を考えすぎちゃん | 三城真一（TBSテレビプロデューサー） 新井順子（TBSスパークルプロデューサー） |
| 8  | 12月28日 | 仕事仲間について考えすぎちゃん                   | 三城真一（TBSテレビプロデューサー） 新井順子（TBSスパークルプロデューサー） |

| 回 | 配信日   | 配信内容                                     | ゲスト                                                                      |
| -- | -------- | -------------------------------------------- | --------------------------------------------------------------------------- |
| 9  | 01月04日 | 仕事仲間について考えすぎちゃん               | 三城真一（TBSテレビプロデューサー） 新井順子（TBSスパークルプロデューサー） |
| 10 | 02月22日 | 心が荒む時について考えすぎちゃん             | 濱谷晃一（テレビ東京プロデューサー） 祖父江里奈（テレビ東京プロデューサー） |
| 11 | 03月01日 | 心が荒む時について考えすぎちゃん             | 濱谷晃一（テレビ東京プロデューサー） 祖父江里奈（テレビ東京プロデューサー） |
| 12 | 03月08日 | 男女の出会いについて考えすぎちゃん           | 濱谷晃一（テレビ東京プロデューサー） 祖父江里奈（テレビ東京プロデューサー） |
| 13 | 03月15日 | 男女の出会いについて考えすぎちゃん           | 濱谷晃一（テレビ東京プロデューサー） 祖父江里奈（テレビ東京プロデューサー） |
| 14 | 05月18日 | 人生の転機について考えすぎちゃん             | -                                                                           |
| 15 | 05月18日 | 人生の転機について考えすぎちゃん             | 植田博樹（TBSテレビプロデューサー） 堀井美香（TBSアナウンサー）             |
| 16 | 05月18日 | 人生の転機について考えすぎちゃん             | 植田博樹（TBSテレビプロデューサー） 堀井美香（TBSアナウンサー）             |
| 17 | 06月01日 | 自分に欲しい他人の能力について考えすぎちゃん | -                                                                           |
| 18 | 06月01日 | 自分に欲しい他人の能力について考えすぎちゃん | 植田博樹（TBSテレビプロデューサー） 堀井美香（TBSアナウンサー）             |
| 19 | 08月17日 | 自分のフェチについて考えすぎちゃん           | -                                                                           |
| 20 | 08月17日 | 自分のフェチについて考えすぎちゃん           | 祖父江里奈（テレビ東京プロデューサー） 穂苅雄太（テレビ東京プロデューサー） |
| 21 | 08月31日 | プロの仕事について考えすぎちゃん             | -                                                                           |
| 22 | 08月31日 | プロの仕事について考えすぎちゃん             | 祖父江里奈（テレビ東京プロデューサー） 穂苅雄太（テレビ東京プロデューサー） |

| 回 | 配信日   | 配信内容                                         | ゲスト                                        |
| -- | -------- | ------------------------------------------------ | --------------------------------------------- |
| 23 | 05月26日 | この半年間に起こったことについて考えすぎちゃん   | -                                             |
| 24 | 06月02日 | 企画術について考えすぎちゃん                     | 濱谷晃一（テレビ東京プロデューサー）          |
| 25 | 06月09日 | 職場環境の変化について考えすぎちゃん             | -                                             |
| 26 | 06月16日 | 友達にしかしない話について考えすぎちゃん         | 祖父江里奈（テレビ東京プロデューサー）        |
| 27 | 08月18日 | SNSについて考えすぎちゃん                        | -                                             |
| 28 | 08月25日 | 自分以外に彼女ができたについて考えすぎちゃん     | 内野浩志（TBSテレビスポーツ局中継制作部部長） |
| 29 | 09月01日 | 好きなことを好きと言えないについて考えすぎちゃん | -                                             |
| 30 | 09月08日 | あれを見つけたのは私について考えすぎちゃん       | 田村恵里（TBSテレビプロデューサー）           |

## 地上波放送リスト
『考えすぎちゃん ON TV〜ワンクールだけの大冒険〜』木曜 1:30 - 2:00
- 放送：テレビ東京
- 出演：ファーストサマーウイカ、岡部大（ハナコ）、DJ松永（Creepy Nuts）、佐久間宣行

| 回 | 放送日   | スタジオゲスト                                                                                            | コーナーゲスト     |
| -- | -------- | --- | ------------------ |
| 1  | 10月08日 | 平岡紗哉（プレミアム・プラットフォーム・ジャパンプロデューサー） 池田大史（株式会社シオンプロデューサー） | -                  |
| 2  | 10月15日 | 高橋弘樹（テレビ東京プロデューサー）                                                                      | -                  |
| 3  | 10月22日 | 祖父江里奈（テレビ東京プロデューサー）                                                                    | -                  |
| 4  | 10月29日 | 松本友香（TBSテレビプロデューサー）                                                                       | -                  |
| 5  | 11月05日 | 阿部真士（テレビ東京プロデューサー）                                                                      | 芙羽忍、祖父江里奈 |
| 6  | 11月12日 | 江藤俊久（TBSテレビプロデューサー）                                                                       | -                  |
| 7  | 11月19日 | 嵯峨祥平（TBSテレビプロデューサー）                                                                       | -                  |
| 8  | 11月26日 | 太田勇（テレビ東京プロデューサー）                                                                        | -                  |
| 9  | 12月03日 | 伊藤隆行（テレビ東京プロデューサー）                                                                      | 太田勇             |
| 10 | 12月10日 | 岩下裕一郎（テレビ東京プロデューサー）                                                                    | -                  |
| 11 | 12月17日 | 村口太郎（TBSテレビプロデューサー）                                                                       | -                  |
| 12 | 12月24日 | 祖父江里奈（テレビ東京プロデューサー） 北川俊樹（テレビ東京プロデューサー）                               | -                  |

## スタッフ

### 考えすぎちゃん
- ナレーター - 堀井美香（2022年3月までTBSアナウンサー）、狩野恵理（テレビ東京アナウンサー）
- プロデューサー・演出 - 佐久間宣行（テレビ東京→フリー）
- プロデューサー - 松山進（Paravi）、高橋智大（TBSテレビ）
- 制作著作 - Paravi

### 考えすぎちゃん ON TV 〜ワンクールだけの大冒険〜
- ナレーター - 堀井美香（当時はTBSアナウンサー）[4]
- 構成 - 大西右人、永井ふわふわ
- ディレクター - 高田直、福盛健太
- 演出 - 斉藤崇（シオプロ）
- プロデューサー - 佐久間宣行、碓氷容子（UNITED PRODUCTIONS）、秋葉祐太朗（テレビ東京）
- チーフプロデューサー - 伊藤隆行（テレビ東京）
- 協力 - Paravi
- 制作協力 - UNITED PRODUCTIONS
- 制作著作 - テレビ東京